# Vonhjo
Vonhjo, korejski filozof, duhovnik, pisatelj, pesnik, učenjak, politik, * 617, Amnjang, Južna Koreja, † 686, Južna Koreja.  
Bil je eden izmed najvplivnejših mislecev, piscev in komentatorjev korejske budistične tradicije. Esenca-funkcija (kitajsko: 體用), ključni koncept v vzhodnoazijskem budizmu in še posebej v korejskem budizmu, je bil izpopolnjen v sinkretični filozofiji in svetovnem pogledu Vonhja. Njegov osnovni nauk in temelj razmišljanja je bil, da zaznavanje oblikuje in opredeljuje svet, ki ga doživlja človek. Sekularno ali versko življenje posameznika je opredeljeno z interpretacijo izkušenj. Sprejetje ali zavrnitev duhovnega življenja je popolnoma odvisna od posameznikove interpretacije in presoje tega, kar v življenju sprejmemo kot resnično. 
Njegova vizija je bila primerljiva z grškimi predsokratskimi filozofi. V današnjem času je Vonhjov nauk bistven in priznan po svoji preobrazbeni moči v življenju ljudi.

## Življenje
Vonhjo se je rodil leta 617 v Amnjangu v Južni Koreji. O njegovi družini se ve le to, da so bili navadni ljudje, ki so sledili budističnim tradicijam. Pri 29 letih je postal duhovnik. Leta 650 se je skupaj s prijateljem Uisangom odpravil na Kitajsko, kjer naj bi študiral budizem pri velikih mojstrih. Prav na tem potovanju pa je dosegel razsvetljenstvo.
Po njegovi zgodbi je dosegel razsvetljenstvo, ko se je po dolgem potovanju priplazil v jamo, kjer je našel skledo in iz nje pil vodo. Naslednje jutro pa je odkril, da je »skleda« lobanja, jama, v kateri je spal, pa grobnica. Zaradi zgroženosti je začel bežati stran. Takrat je prišel do razsvetljenstva, da je med grobnico in jamo, ter posodo in lobanjo, edina razlika v njegovem dojemanju teh stvari. Njegova interpretacija ju je spremenila iz »dobre« v »slabo«, predmeti pa se niso spremenili. Ta izkušnja ga je pripeljala do razodetja, da je dojemanje dobrega in slabega subjektivno in odvisno od posameznega človeškega uma.
Vonhjo je zaradi te izkušnje opustil potovanje na Kitajsko ter se vrnil v Silo, kjer je širil Budhadharmo.
Zelo je pripomogel k širjenju budizma med člani kraljeve družine. Pogosto je opravljal bogoslužje, recitiral molitve in pridige na kraljevem dvoru.
Leta 660 ga je kralj Moo-jul povabil, da pride živeti v palačo. Tam se je poročil s princeso Josuk, s katero je imel sina Sul-čonga. Kmalu za tem je Vonhjo zapustil palačo in potoval po deželi.
Leta 661 je razvil sekto Čongto-Gjo oziroma »čista dežela«. Sekta ni zahtevala preučevanje budistične literature, temveč le molitev, kar je omogočilo, da je religija postala dostopna nižjim slojem, in s tem tudi priljubljena med ljudmi. 
Vonhjo je leta 662 zapustil duhovščino in svoje življenje posvetil potovanju po deželi ter poučevanju svoje sekte navadnim ljudem. Veliko je prispeval k nacionalni zavesti Sile in kulturi.
Umrl je, ko je bil star 70 let, leta 686, njegovo truplo pa je bilo položeno v tempelj Punhvang-sa.

## Filozofija
Koncept Vonhjove filozofije je strukturiran okoli »enoumnosti«. Vsaka stvar v začetku ne poseduje lastnosti »dobrega« in »slabega«, vendar do tega pridemo z razmišljanjem, saj vsaka zavajajoča misel prihaja iz človeškega uma in s tem individualna percepcija ustvarja vrednote, ki jih ljudje nato imenujejo »dobre« ali »slabe«, sami predmeti pa morda niso ne eno in drugo. Hkrati pa je um tisti, ki nam odpira vrata do razsvetlitve. Človek bo spoznal, da je vse eno in ni razlik med ljudmi, ko se bo naučil gledati na svet brez predhodnih presoj in naučenih zaznav.
Za doživljanje razsvetljenstva, je Vonhjo podal trojno strukturo: izvirno razsvetljenstvo ali hongaku, ki zagotavlja teoretično osnovo za razsvetljenje, nerazsvetljenostvo, kar je napačna predstava o naravi prvotnega razsvetljenja in aktualiziranje razsvetljenstva, ki je spodbuda k praksi. Ta praksa temelji na definiciji nerazsvetljenstva. Ne vključuje odstranitve nečesa, ampak temelji na tem, da so nečistoče, ki jih doživljamo v vsakdanjem življenju, neresnične. Te prakse so postavile temelje o budizmu in pomagale vzpostaviti unikaten okvir za vzhodnoazijski budizem.

## Delo
VWonhjo naj bi v svojem življenju napisal približno 240 del o budizmu, od tega je ohranjenih le še okoli 20 del v 25 zvezkih. Njegova dela še vedno cenijo z največjim spoštovanjem in jih preučujejo budistični menihi po celem svetu, saj se v njih poglobi v razumevanja moči zaznave za opredelitev realnosti. V korejskih šolah je njegova filozofija še vedno poučevana. Njegova pisanja pa imajo še vedno velik vpliv v sodobnem življenju.
Ena izmed pesniških oblik, ki jih je uporabil je bila Hyang-Ga. Takšne pesmi so navadno pisali menihi, nanašale pa so se na domoljubje, budizem in hvalo slavnim mrtvim.
Slavna dela:
- Komentarji o prebujanju vere v Mahajani,
- Komentarji na Nirvana Sutra,
- Komentarji Vajrasamādhi Sutra,
- Vzbujanje uma za prakso,
- Pokesanje šestih občutkov v Mahajani,
- Traktat o prebujanju vere v Mahajani,
- Razprava o sutri Huayan.
- Nauk za združevanje Deset sektaških mnenj,
- Razprava o Sutri o razpletu,
- Razprava o Sukhavati-vyuhi.[5]